# Erich Duensing

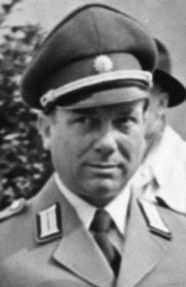
Erich Duensing (1953)

Erich Duensing (* 20. Dezember 1905 in Frankfurt am Main; † 9. Mai 1982 in Ottersweier) war von 1962 bis 1967 in West-Berlin der Polizeipräsident in Berlin.

## Leben
Nach dem Besuch einer höheren Schule meldete sich Duensing zur preußischen Schutzpolizei und absolvierte die Polizeischule in Hannoversch-Münden, die ihn zum gehobenen Polizeidienst befähigte. Ab 1925 diente er in der preußischen Polizei als Offizier.
Die Regierung Hitler bildete im Frühjahr 1933 im Zuge der geplanten Wiederaufrüstung aus geschlossenen Polizeieinheiten in Preußen eine „Landespolizei“, die sie im April 1935 bei der „Wiedererlangung der Wehrhoheit“ in die Wehrmacht überführte. Auf diese Weise gelangte Duensing 1936 mit dem Dienstgrad Oberleutnant ins Heer. Dort war Duensing zunächst als Bataillonsadjutant, Kompanieführer und Regimentsadjutant tätig. Von 1938 bis 1940 folgte eine Generalstabsausbildung. Während des Zweiten Weltkrieges war Duensing Erster Generalstabsoffizier im Stab verschiedener Großverbände, unter anderem in der Heeresgruppe Süd an der Ostfront, und wurde mit dem Ritterkreuz des Eisernen Kreuzes ausgezeichnet.
Nach seiner Entlassung aus der Kriegsgefangenschaft im Jahr 1948 trat Duensing der SPD bei und wurde Oberbeamter der hessischen Landesgendarmerie. Später war Duensing in der Abteilung für öffentliche Sicherheit des hessischen Innenministeriums beschäftigt.
1951 wechselte Duensing von Hessen nach West-Berlin und wurde dort Kommandeur der Schutzpolizei. Zur Regierungszeit von Willy Brandt (SPD) als Regierender Bürgermeister trat Duensing 1962 die Nachfolge von Johannes Stumm als Polizeipräsident an. Duensing war Präsident des Berliner Polizeisportvereins.
Bei der Demonstration am 2. Juni 1967 in West-Berlin ging die Berliner Polizei gemäß der von Duensing erdachten „Leberwursttaktik“ gegen Demonstranten vor. Dabei erschoss der Kriminalobermeister Karl-Heinz Kurras den Studenten Benno Ohnesorg. Die Öffentlichkeit wertete nicht nur Duensings Taktik, sondern auch die ebenso von ihm zu verantwortende Militarisierung der West-Berliner Polizei, verbunden mit ihrer Erziehung zum Antikommunismus, als mitverursachend für den tödlichen Vorfall. Infolge seiner Einstellungspolitik war die Polizeiführung mit ehemaligen Nationalsozialisten und Wehrmachtsoffizieren durchsetzt. Ein  Untersuchungsausschuss des Abgeordnetenhauses empfahl Duensings Ablösung. Im September 1967 traten gemeinsam der Regierende Bürgermeister Heinrich Albertz und der Innensenator Wolfgang Büsch als politisch Verantwortliche für die Fehlentwicklung der Berliner Sicherheitspolitik zurück. Duensing ersuchte um seine vorzeitige Versetzung in den Ruhestand. Sein Nachfolger wurde im Dezember 1967 Georg Moch.